# جنس يدوي
جنس يدوي (بالإنجليزية: handjob)‏ هي عبارة تعني/يُقصد بها تحفيز القضيب أو كيس الصفن من قِبل شخص آخر للوصول إلى المتعة الجنسية المرجوّة دونَ ممارسة جنس مباشر بل تؤدي العمليّة في بعض الأحيان إلى هزة الجماع. في علم السلوك الجنسي؛ يدخلُ تحفيزُ المهبل، البظر أو بقية الفرج ضمنَ ما يُعرف بالتصبيبع في حين يدخلُ تحفيز الأعضاء التناسلية بينَ شخصين ضمنَ ما يُسمّى الجنس الخارجي أو الاستمناء المتبادل. بالنّسبة للمُختنين؛ فإنّ عملية الجنس اليدوي قد تستلزمُ زيوتًا أما لغير المخنوتين فالأمر يتمّ بشكلٍ مباشر عن طريق تحريك القلفة ذهابًا وإيابًا.

## مراكز التدليك
تلجأ بعض صالونات التدليك في الدول الغربيّة إلى الجنس اليدوي كجزء من عمليّة التدليك بشكلٍ كامل ويُعرف هذا الأمر في ذات الدول بالنّهاية السعيدة (بالإنجليزية: Happy Ending)‏.
وجدت دراسة أُجريت عام 1975 من قِبل الباحث ج. فيلاردي حول دور التدليك في الساحل الغربي للولايات المتحدة أنّ غالبية المراكز تُقدم خدمة الجنس اليدوي دونَ التصريح بذلك علنًا. أثارت هذه الدراسة جدلًا واسعًا حينها خاصّة بعد ظهور مؤيدين للظاهرة ومُعارِضين لها في الوقت ذاته مما دفعَ بالحُكومة إلى إجبار مُلاك مثل هذه المراكز على الحصول على ترخيص لمزاولة مثل هذه الأعمال. أثرت التراخيص نوعًا ما في هذه التجارة حيثُ صار ينظر لعملية الجنس اليدوي على أنّها جماع حقيقي مما دفعَ بالعاملين في مجال التدليك إلى الاحتجاج مطالبين الحكومة بضرورة توفير الدعم لهم من خِلال الاعتراف بهم رسميًا والاعتراف بأنّ ما يقومونَ به يدخل في إطارِ الأعمال لا في إطار البغي أو الإباحة.
وجدَ تحقيقٌ قامت يه مجلة تايم آوت في كانون الثاني/يناير 2011 أنّ مجموعة من الإعلانات حول مراكز التدليك صارت تُضيفُ خدمات مثلَ الجنس اليدوي والاستمناء من أجلِ كسبِ مزيدٍ من الزوار والمُقبلين على المركز. وجدت ذات الدراسة أنّ تذكرة التدليك في مركز تدليك راقٍ تتراوحُ بينَ 60 إلى 160 دولارًا مع 40 دولارًا إضافيّة في حالة ما شملَ التدليك أعمال أخرى وبخاصّة «النّهاية السعيدة». في دول مثلَ الولايات المتحدة؛ يُسمح للنّساء بتدليك الرجال ويشملُ ذلك تدليك المناطق الجنسيّة فيما يُفرض على الرّجال أنفسهم قوانين صارمة حيث يُمنع عليهم لمس العاملات أو التحرش بهن بأي شكلٍ من الأشكال.